# 亀井幸次郎
亀井 幸次郎（かめい こうじろう、1897年 - 1974年）は、日本の都市防災研究者。都市計画、都市政策と住宅地、火災予防など防災の研究を進めた人物。日本大学教授を歴任。工学博士。東京生まれ。

## 経歴
日本大学旧工学部建築学科卒業後、内務省に入省。都市計画地方委員会技師第1期生。同期は内山新之助、榧木寛之、武居高四郎、藤田宗光、石川栄耀ら。その後帝都復興院、住宅営団を経て、日本損害保険協会に勤務。1948年から1968年まで、日本大学で後進の育成と研究にいそしむ。
主著に、建築災害としての大火性状に関する一連の研究 1958 学位論文、災害の構造学 都市・建築の防災工学 理工図書 (B5 ) 1969年、集團的住宅地の計晝、住宅営団編、1943年などのほか、住宅営団の海外住宅研究として、住宅地の新体制原理と計画や住宅地の設計など、トーマス・アダムスの著作を翻訳。そのほか、誰にも出来る住宅の設計（1933年）、建築防災と都市防災（竹山謙三郎と共著 オーム社 1972年）など多数執筆。